# Samuel Hood, 1. Viscount Hood
Samuel Hood, 1. Viscount Hood, GCB (* 12. Oktober 1724; † 27. Januar 1816 in Bath) war ein Admiral der britischen Royal Navy.

## Leben

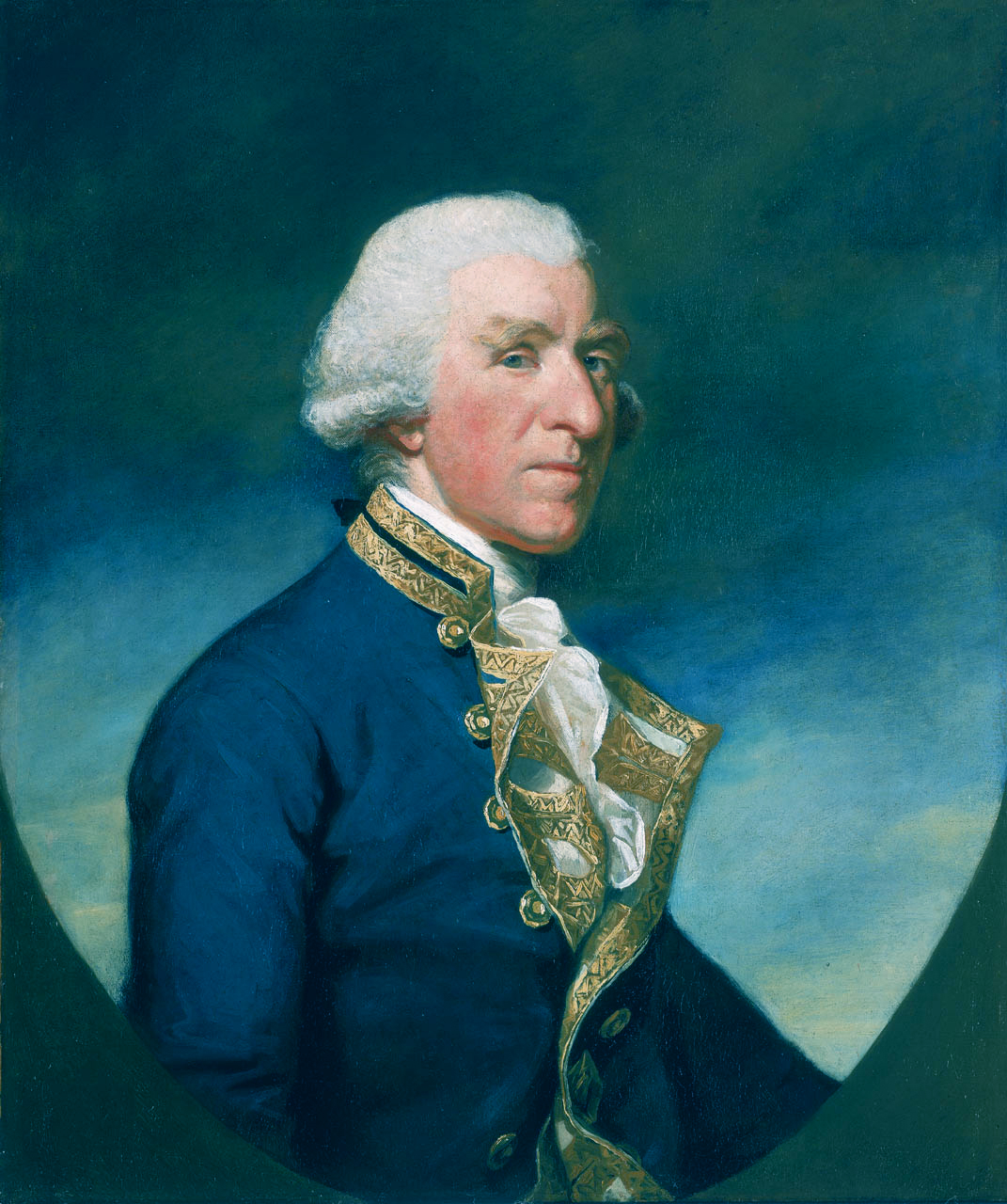
Sir Samuel Hood, 1784

Er war der Sohn von Samuel Hood, dem Vikar von Butleigh in Somerset, und der ältere Bruder von Admiral Alexander Hood, 1. Viscount Bridport. Samuel Junior trat am 6. Mai 1741 in die Royal Navy ein. Als Midshipman diente er einen Teil seiner Zeit mit George Brydges Rodney auf der Ludlow und wurde 1746 zum Lieutenant befördert. Er hatte Glück, dass er unter sehr aktiven Offizieren diente, unter anderem in der Nordsee. Im Jahr 1753 wurde er zum Kommandanten der Sloop Jamaica, auf der er im Einsatzgebiet Nordamerika diente. Im Jahr 1756 war er zeitweilig Kommandant der Antelope. Dabei trieb er ein französisches Schiff in der Bucht von Audierrie an Land und konnte zwei Kaperschiffe erbeuten. Seine Verdienste wurden der Admiralität bekannt, sodass er bald zum Captain befördert wurde und mit der Grafton ein eigenes Schiff bekam. Im Jahr 1759 war er der Kommandant der Fregatte Vestal und enterte nach einem harten Gefecht das französische Schiff Bellone (später umbenannt in Repulse). Während des Krieges diente er die ganze Zeit im Ärmelkanal und er wurde unter Rodney dazu eingesetzt, 1759 die Schiffe zu versenken, die von den Franzosen zum Truppentransport für eine geplante Invasion Englands versammelt wurden. Im Jahr 1778 übernahm er ein Kommando, das normalerweise seine aktive Karriere zur See beendet hätte. Er wurde Aufseher der Werft von Portsmouth und Gouverneur der Marineakademie. Diese Ämter wurden regelmäßig an Offiziere vergeben, die sich von der Seefahrt zurückzogen. Am 19. Mai 1778 wurde ihm in der Baronetage of Great Britain der erbliche Adelstitel Baronet, of Catherington in the County of Southampton, verliehen.
Während des königlichen Besuchs in Portsmouth 1780 wurde er in der Peerage of Ireland zum Baron Hood of Catherington erhoben. Viele Admirale hatten es abgelehnt, unter Lord Sandwich, dem damaligen Ersten Lord der Admiralität, zu dienen und Rodney, der zu dieser Zeit den Befehl in der Karibik innehatte, beklagte sich über mangelnde Unterstützung durch seine Untergebenen, denen er mangelndes Engagement vorwarf. Die Admiralität war eifrig beschäftigt, sich die Dienste verdienter alter Offiziere zu sichern und beförderte Hood am 26. September 1780 zum Rear-Admiral und entsandte ihn in die Karibik, damit er als stellvertretender Kommandeur unter dem ihm persönlich bekannten Rodney dienen sollte. Er traf Rodney im Januar 1781 auf seinem Flaggschiff Barfleur und blieb in der Karibik oder an der nordamerikanischen Küste bis zum Ende des Amerikanischen Unabhängigkeitskrieges.
Die Erwartung, er würde harmonisch mit Rodney zusammenarbeiten, war nicht vollkommen gerechtfertigt. Die Korrespondenz zeigt, dass sie kein besonders freundschaftliches Verhältnis hatten; aber Hood erfüllte stets seine Pflicht, und so ergab sich niemals die Frage, ihn von seinem Posten abzuziehen. Der ungünstige Ausgang, den der Feldzug von 1781 nahm, ergab sich weitgehend aus der Nichtbeachtung von Hoods Rat durch Rodney. Hätte dieser Hood erlaubt, seinen Posten selbst zu wählen, hätte er möglicherweise den Comte de Grasse daran hindern können, Fort Royal mit Verstärkungen aus Frankreich im April zu erreichen. Als Rodney aus gesundheitlichen Gründen im Herbst 1781 nach England zurückkehrte, wurde Hood befohlen, mit dem Rumpf der Flotte während der Hurrikansaison an die nordamerikanische Küste zurückzukehren. Dabei schloss sich Hood Admiral Thomas Graves dem erfolglosen Entsatzversuch für die eingeschlossene Armee in Yorktown an. Dabei wurde die britische Flotte von De Grasse während der Schlacht von Chesapeake vertrieben.
1787 wurde er zum Vice-Admiral befördert. 1793 wurde er Oberkommandierender des Mittelmeerflotte. Er bekam den Auftrag, Toulon, die wichtigste Stadt der Franzosen im Mittelmeer, weil dort ihre Mittelmeerflotte lag, zu blockieren. Durch die Royalisten konnte er die Stadt sogar einnehmen. Im Dezember musste er die Stadt aber räumen, weil sie von der französischen Armee, insbesondere der Artillerie unter einem jungen Hauptmann namens Napoleon Bonaparte, unter Beschuss genommen wurde.
1794 besetzte er Korsika und errang einige Erfolge, woraufhin er zum Admiral befördert wurde.
1796 wurde er in der Peerage of Great Britain zum Viscount Hood, of Whitley in the County of Warwick, erhoben.
Lord Hood starb 1816 in Bath. Aus seiner 1749 geschlossenen Ehe mit Susannah Linzee (1726–1806) hinterließ er einen Sohn und Erben, Henry Hood, 2. Viscount Hood.

## Sonstiges
George Vancouver benannte Mount Hood, den höchsten Berg des heutigen US-Bundesstaats Oregon, sowie den Hood Canal, einen Arm des Puget Sound, nach dem Admiral.
Die britische Marine benannte ihren größten Schlachtkreuzer, die Hood auch „The mighty Hood“, nach ihm. Das Schiff wurde 1918 erbaut und zwei Jahre später in Dienst gestellt. Die Hood wurde am 24. Mai 1941 durch das deutsche Schlachtschiff Bismarck versenkt.